# Fraser Lake (British Columbia)
Fraser Lake (Village of Fraser Lake) ist eine Gemeinde im zentralen Norden der kanadischen Provinz British Columbia.

## Lage
Fraser Lake liegt auf dem Nechako-Plateau am Südufer des gleichnamigen Sees. Der Yellowhead Highway (BC Highway 16) führt von dem 135 km östlich gelegenen Prince George über Fraser Lake nach Prince Rupert.
Fraser Lake liegt auf einer Höhe von 670 m. Die Einwohnerzahl betrug im Jahr 2016 988. Die Gemeinde erstreckt sich über eine Fläche von 484 ha. Das Klima weist moderate Niederschläge und für die Provinz durchschnittliche Temperaturen auf. Die frostfreie Zeit beginnt gewöhnlich am 11. Juni und endet am 12. September. Hauptarbeitgeber der Gemeinde bilden die Holzwirtschaft (Fraser Lake Sawmill) und der Bergbausektor (die nahe gelegene Endako Mine, eine große Molybdän-Mine).

## Geschichte
Fraser Lake ist seit 1966 eine incorporated community. Namensgeber der Gemeinde und des angrenzenden Sees ist der Forschungsreisende Simon Fraser.
Bereits vor der Gründung der Gemeinde Fraser Lake wurde 1917 östlich der heutigen Gemeinde am See eine Internatsschule für die First Nations, die „Lejac Indian Residential School“ (auch bekannt als „Fraser Lake Indian Residential School“), eröffnet. Ab 1920 wurde, als der Schulbesuch für alle Kinder zwischen 7 und 15 Jahren in ganz Kanada obligatorisch wurde, das System der Residential Schools eingeführt und die Schule in dieses integriert. Die Schule wurde bis zum Jahr 1969 durch die Römisch-katholische Kirche und anschließend bis zur Schließung durch den kanadischen Staat betreut. 1976 wurde die Schule geschlossen. Allgemein kam es in diesen Schulen zu Tausenden von Übergriffen auf die Schüler und die Schulen hatte eine hohe Sterblichkeitsrate. Für dieses System entschuldigte sich die kanadische Bundesregierung im Jahr 2008.